# RTL Nederland Broadcast Operations
RTL Nederland Broadcast Operations was tot 1 januari 2009 het facilitaire bedrijf van RTL Nederland dat onder meer verantwoordelijk was voor het uitzendproces van de uitzendingen van de zenders RTL 4, 5, 7 en 8. Daarnaast leverde RTL Nederland Broadcast Operations technische productiefaciliteiten voor de eigen tv-programma's. Ook was RTL Nederland Broadcast Operations verantwoordelijk voor alle technische inkoop van productiefaciliteiten voor de Nederlandse tv-producties van RTL NL.
Sinds 1 januari 2009 zijn, met uitzondering van de MCR (Master Control Room) en het bandenarchief, alle technische faciliteiten uitbesteed aan facilitair bedrijf NEP The Netherlands. RTL Nederland heeft deze tak afgestoten omdat het geen deel meer uitmaakt van de kerntaken van RTL Nederland bv. De eindregies van RTL Nederland zijn gevestigd in Luxemburg, bij zusterbedrijf BCE (Broadcasting Centre Europe). Tussen de Master Control Room in Hilversum en de eindregies in Luxemburg liggen verbindingslijnen waarover veel live-programma's gaan.

## Geschiedenis
Het bedrijf werd in januari 2001 opgericht na een mislukte outsourcing aan facilitair bedrijf Sonotech in Hilversum. De van het Nederlands Omroepproductie Bedrijf afkomstige Bert Klaver kreeg van RTL de opdracht om opnieuw een eigen technisch facilitair bedrijf op- en in te richten en nieuw leven in te blazen. Alle IT- en broadcasttechnologie werd in één bedrijf samengebracht om van daaruit de efficiëntste en effectiefste nieuwe werkwijze te kiezen.
Klaver initieerde in 2003 de verhuizing van RTL Nederland naar het Media Park in Hilversum. Dit was de grootste verhuizing ooit in de Nederlandse televisiegeschiedenis. Met de integratie van broadcast- en IT-technologie op de nieuwe locatie werd tevens de basis gelegd voor digitalisering van de content van RTL Nederland, waarmee verspreiding van die content over meerdere technische platforms mogelijk werd.